# História dos judeus em Galveston
Os judeus habitam a cidade de Galveston, Texas, há quase dois séculos. O primeiro imigrante judeu conhecido na área de Galveston foi Jao de la Porta, que, juntamente com seu irmão Morin, financiou o primeiro assentamento pelos europeus na Ilha Galveston em 1816. de la Porta nasceu em Portugal de ascendência judaica e mais tarde tornou-se um comerciante.
Em 1852, os moradores de Galveston estabeleceram o primeiro cemitério judeu no Texas, com os primeiros serviços judaicos organizados sendo realizados em 1856.  Durante a Guerra Civil Americana, embora a maioria dos residentes tivesse fugido da cidade de Galveston, Rosanna Osterman permaneceu. Em 1862, ela abriu sua casa como um hospital, tratando primeiro soldados da União e, em seguida, estendendo seus cuidados aos soldados confederados.
Congregação B'nai Israel foi inaugurada em 1868. A congregação foi a primeira congregação reforma judaica fretada no Texas, e apenas a segunda congregação judaica fundada no estado.
Em 15 de fevereiro de 1931, duas sinagogas ortodoxas, a Associação Beneficente Ortodoxa Hebraica e a Associação Hebraica dos Jovens, fundiram-se para se tornar congregação Beth Jacob. Sob a liderança do rabino Louis Feigon, os membros levantaram fundos para construir uma nova sinagoga no local da antiga Associação Beneficente Ortodoxa Hebraica. Na década de 1970, a congregação se juntou ao Movimento Conservador na tentativa de atrair mais membros. Hoje a congregação é pequena, mas ainda ativa na Comunidade Galveston.
Um dos rabinos da B'nai Israel, Henry Cohen, ajudou a fundar o Movimento Galveston no início do século XX. Entre 1907 e 1914, o Movimento se esforçou para desviar os judeus que fugiam da Rússia e do leste da Europa para longe de cidades lotadas da Costa Leste. Dez mil imigrantes judeus passaram por Galveston, Texas durante esta época, aproximadamente um terço do número que migrou para a Palestina durante o mesmo período. Dois por cento da imigração judaica total para os Estados Unidos ocorreu via Galveston em 1911, representando 14.000 pessoas. Em vários anos, no entanto, os comerciantes locais começaram a temer o aumento da concorrência, e outros ficaram frustrados por os judeus poloneses não trabalharem no sábado. Várias comunidades se recusaram a aceitar mais imigrantes judeus.